# 岡村信悟
岡村 信悟（おかむら しんご、1970年1月4日 - ）は、日本の実業家。株式会社ディー・エヌ・エー代表取締役社長兼CEO。

## 概要
東京都出身。筑波大学附属駒場中学校・高等学校出身。1993年、東京大学文学部東洋史学専修課程を卒業後大学院に進学し、1995年に東京大学大学院人文科学研究科東洋史学専攻修士課程を修了。大学院修了後は、郵政省（現総務省）に入省し、2015年8月に総務省情報流通行政局の郵政行政部企画課企画官に就任する。翌年の2016年4月に株式会社ディー・エヌ・エーに入社し、株式会社横浜スタジアム代表取締役社長を務め、2016年10月には横浜DeNAベイスターズ代表取締役社長に就任する。2017年7月に株式会社ディー・エヌ・エー執行役員兼スポーツ事業本部長を経て、2019年4月に同社常務執行役員兼最高執行責任者に着任し、横浜スタジアム取締役会長となる。2019年6月に同社取締役兼執行役員最高執行責任者を経て、2021年4月に株式会社ディー・エヌ・エー代表取締役社長兼CEOに就任する。